# Eupetaurus tibetensis
Eupetaurus tibetensis — вид дуже великих білок-летяг з роду Eupetaurus. Він зустрічається в південно-центральній частині Тибетського плато, а саме в південно-центральному Тибеті, північному Сіккімі та західному Бутані.
Вважається, що це сестринський вид до E. nivamons, від якої він, ймовірно, відділився на межі пліоцену та плейстоцену. Відрізняється від E. cinereus насичено-коричневою шерстю з червонуватим відтінком, а від E. nivamons — чорним кінчиком хвоста, який значно довший, ніж у E. nivamons.
Хоча про його існування було відомо з 1879 року, через дуже мало зібраних зразків він залишався неописаним до 2021 року. Про нього відомо лише з кількох історичних зразків. Було рекомендовано, щоб він був класифікований як Data Deficient у Червоному списку МСОП.